# Південний схід штату Пара (мезорегіон)
Південний схід штату Пара (порт. Mesorregião do Sudeste Paraense) — адміністративно-статистичний мезорегіон в Бразилії, входить в штат Пара. Населення становить 1 647 514 чоловік на 2010 рік. Займає площу 297 344,257 км². Густота населення — 4,8 чол./км².

## Склад мезорегіону
В мезорегіон входять наступні мікрорегіони:
1. Консейсан-ду-Арагуая
2. Мараба
3. Парагомінас
4. Парауапебас
5. Реденсан
6. Сан-Феліс-ду-Шингу
7. Тукуруї

| Бразилія | Це незавершена стаття з географії Бразилії. Ви можете допомогти проєкту, виправивши або дописавши її. |